# Stricklandspecht

Verbreitungsgebiet des Stricklandspechts (grün)

Der Stricklandspecht, auch Strickland-Specht (Leuconotopicus stricklandi, Syn. Dryobates stricklandi) ist eine mittelgroße Vogelart aus der Familie der Spechte (Picidae), Unterfamilie der Echten Spechte.
Die Art ist in Mexiko endemisch, er kommt nur in Zentralmexiko vor.
Der Lebensraum umfasst gemäßigten Koniferenwald in höheren Berglagen, Wälder mit Pinien, Eichen, Zypressen und Erlen in 2500 bis 4100 m Höhe.
Die Art ist Standvogel.
Das Artepitheton bezieht sich auf Hugh Edwin Strickland.

## Aussehen
Der Stricklandspecht wird ca. 20 Zentimeter lang, sein Gefieder ist zumeist braun und weiß. Dabei ist das obere Rückengefieder braun, der Rumpf dunkler, jeweils weißlich gebändert. Stirn und Scheitel sind schwärzlich-braun, der Nacken ist rot, die Ohrdecken und Zügel sind dunkelbraun. Kinn und Kehle sind weiß mit grauen Flecken. Die Unterseite des Vogels ist weiß-braun gepunktet. Die Art besitzt normalerweise drei weiße Streifen auf den Flügel sowie zwei weiße Streifen im Gesicht, welche sich mit einem weiteren Streifen im Nacken verbinden. Der ziemlich lange Schnabel ist gerade, hat eine meißelartige Spitze, ist schwärzlich, an der Basis und am Unterschnabel blasser. Die Iris ist dunkelbraun, die Beine sind grünlich-grau.
Das Weibchen hat einen schwarz-braunen Scheitel ohne Rot. Jungvögel sind matter gefärbt, sind auf der Unterseite dunkler und deutlicher gestreift und gebändert.

## Unterarten
Der Stricklandspecht gilt als monotypisch.
Nicht endgültig geklärt und in verschiedenen Bearbeitungen umstritten ist das Verhältnis zum Arizonaspecht Leuconotopicus arizonae. Den genetischen Daten zufolge sind beide Taxa Schwestergruppen mit sehr geringen genetischen Unterschieden. Sie wurden lange Zeit als konspezifisch (zur selben Art gehörig) angesehen. Heute wird, ohne klare Evidenz wieder die Aufsplittung in zwei Arten favorisiert.

## Stimme
Der Ruf wird als einzelnes „peep“, rasselndes „peep chree-chree-chree-chree-chree“, auch als einzelnes „chiik“ beschrieben. Beide Geschlechter trommeln, Männchen mehr.

## Lebensweise
Die Nahrung besteht aus Insekten, auch Früchten und Pflanzensamen. Meist tritt die Art einzeln auf und pickt und hämmert, findet sich aber auch in gemischten Jagdgemeinschaften.
Meist hämmert die Art nicht am Holz, sondern löst mit dem Schnabel oder den Zehen lose Rindenstücke von grobborkigen Bäumen wie Kiefern oder Eichen, oft kopfüber unter Zweigen. Paare suchen nicht gemeinsam, sondern jeder für sich, bleiben aber in Rufkontakt.
Die Brutzeit liegt wahrscheinlich zwischen März und Juli. Das Nest wird in Totholz gezimmert. Das Gelege besteht wohl aus 2 bis 4 Eiern.

## Gefährdungssituation
Die Art gilt als nicht gefährdet (Least Concern).

## Etymologie und Forschungsgeschichte
Alfred Malherbe beschrieb den Strickland-Specht unter dem Namen Picus (Leuconotopicus) Stricklandi. Das Typusexemplar wurde in Mexiko gesammelt und Malherbe von Hugh Edwin Strickland (1811–1853) während eines Aufenthalts in London zur Verfügung gestellt. Ihm ist auch der Artname gewidmet. Die Untergattung Leuconotopicus wurde mit der neuen Art eingeführt. Der Name ist ein Gebilde aus griechisch »λευκός leukos« für »weiß«, »νῶτον nōton« für »Rücken« und lateinisch »picus« für »Specht«. Die Art wurde in der Literatur bis 2015 in der Regel unter der Gattung Picoides Lacepede, 1799 geführt, in der die Checkliste der American Ornithological Society sie noch 2018 einsortiert. Genetische Untersuchungen führten dazu, die frühere Untergattung zu einer eigenständigen Gattung Leuconotopicus hochzustufen.